# Parry O'Brien
Parry O'Brien (Santa Mónica, 28 de enero de 1932-Santa Clarita, 21 de abril de 2007) fue un atleta estadounidense, especializado en la prueba de lanzamiento de peso en la que llegó a ser subcampeón olímpico en 1960.

## Carrera deportiva
En los JJ. OO. de Roma 1960 ganó la medalla de plata en el lanzamiento de peso, con una marca de 19.11 metros, tras su compatriota Bill Nieder que con 19.68 m batió el récord olímpico, y por delante de otro estadounidense Dallas Long.